# Тимонішин Антон Григорович
Тимонішин Антон Григорович  (1921—1969) — український і російський радянський кінорежисер, театральний актор.

## Біографія
Народ. 8 червня 1921 р. на хуторі Береззя (нині с. Сьомаки Луцького району) Волинської області в родині селянина.
З 1944 року — актор Волинського драмтеатру.
Закінчив режисерський факультет Київського державного інституту театрального мистецтва ім. І.Карпенка-Карого (1958).
Працював на Київській кіностудії ім. О. П. Довженка.
Був другим режисером у В. Денисенка на фільмі «Солдатка» (1959), в 1963 р. зняв науково-популярний фільм «Михайло Романов».
Створив фільми: «Київська соната» (1962, з кіноальманаху «Зірочка»), «Ракети не повинні злетіти» (1964, у співавт. з О. Швачком), «Їх знали тільки в обличчя» (1966), «Експеримент доктора Абста» (1968).
Був членом Спілки кінематографістів УРСР.
Помер 21 жовтня 1969 р. в Києві.
Сім'я: дружина Валентина, дочка Тимонішина Оксана Антонівна (*1959) — український художник-постановник.

## Пам'ять
- 8 червня 2011 року у Волинському краєзнавчому музеї до 90-річчя від дня народження Антона Тимонішина відбувся вечір-портрет «Кіно на трьох», організований спільно з Волинською обласною організацією Національної Спілки журналістів України.[2].
- 25 травня 2016 року у Волинському академічному обласному театрі ляльок відбулась презентація книжки Лариси Брюховецької «Кінопростір Антона Тимонишина. Від ракет ФАУ-2 до Артура Абста». Під час заходу було презентовано виставку «Антон Тимонишин: героїв його фільмів знають в обличчя» з фондів Волинського краєзнавчого музею[3].
- 13 червня 2016 року в НаУКМА, в Галереї мистецтв ім. О. Замостян, відбувся Вечір пам'яті Антона Тимонішина та презентація книжки Лариси Брюховецької «Кінопростір Антона Тимонишина. Від ракет Фау-2 до Артура Абста»[4].